# 許畯森
許畯森（英語：Joe，1980年—），國森集團創辦人兼董事，被冠以80後地產界翹楚。

## 簡歷
在九龍牛頭角屋邨長大的許畯森，早年就讀天主教柏德學校和瑪利諾中學。中學會考只考獲5分成績，之後重考中五，僅僅夠分升讀預科，高級程度會考成績並不理想，其中英文科亦不合格。由於他喜歡金融，於是不斷進修，更考獲香港證券專業學會與證券相關的牌照。許畯森中七畢業後，失業一年才找到在律師樓當雜務的工作，當時月薪才四千五百港元，為節省開支，生活極為節儉。隨後，曾當不同職業，包括電訊公司的電話推銷員、貿易公司的採購員、報紙資料搜集員及銀行櫃位員。當時因為炒股票和孖展而欠債五十萬元，於是決心努力工作，積極向上，在一間地產集團的子母公司當雜務，就職時只有月薪七千五百港元，是全公司最低薪的員工。不過，他沒有因此而放棄，反而不斷努力學習，事事以老闆的角度來思考問題，由雜務躍升至執行董事，離職時更成為最高薪的員工。後來許畯森成立國森集團，成為集團董事。集團業務不斷擴充，地產發展項目龐大且多元化，尤其在收購舊樓方面，成績卓越。
2006年，許畯森掌握市場機遇，進軍內地市場，於深圳投資地產、服裝及飲食界，擴大業務發展。如投資位於東門之商舖、老街地鐵口之地舖及南塘商場及於南塘商場開設服裝店。其次，更投資位於皇崗COCOPARK旁的高級住宅及皇崗CBD中心的住宅；更於深圳新洲投資小房產證的農民房。2007年夥拍一發展商，在三個月內收購筲箕灣道一百四十七至一百五十九號舊樓，每方呎收購樓面地價約三千四百元，總作價1.9億。2010年，許淡出收購界，將業務轉移至內地，繼續發展業務。2010年，許畯森於內地與友人合資成立房地產開發商，並於近福建廈門一帶投得一幅住宅用地。許畯森在2011年以三百萬元作起動資金成立青少年勉勵基金。同年於明報撰寫公開信名為《為何賺到錢的80後卻滿肚怨氣》予唐英年。同年5月再撰寫另一封公開信件名為《給唐司長的信》予唐英年，信中並以大富翁的比喻說出現時青年人所面對的困境。及後在2013年，他獲浙江衞視邀請，於中國夢想秀代表中國香港，首位中國人用慈善團體名義作評審及助力團。同年榮獲由人民日報及經濟日報所頒發的「2013中國經濟十大傑出人物」。2014年，出售於福建廈門一幅住宅用地及零售業務，並完全退出中國市場，同年成功收購灣仔道祥樂大廈。2015年，在文匯報執筆專欄-置業錦囊，同年並投資海外市場，美國 澳洲及紐西蘭等地。

## 廣播節目
- 2012年：香港商業電台：《香港人在內》
- 2012年：新城電台訪問：《光明頂》
- 2012年：新城電台訪問：《女當家男當家》
- 2013年：香港商業電台：《有誰共鳴》
- 2013年：香港商業電台：《有誰共鳴》
- 2013年：TVB：《BIG BOY CLUB》
- 2014年：新城電台訪問：《恩雨之聲第二十一集》
- 2015年：香港衛視：《香港人故事專訪》
- 2015年：文匯報：《置業錦囊》